# Форче
Фо̀рче (на италиански: Force) е село и община в Централна Италия, провинция Асколи Пичено, регион Марке. Разположено е на 689 m надморска височина. Населението на общината е 1439 души (към 2011 г.).